# Thiruvattaru
Thiruvattaru là một thị xã panchayat của quận Kanniyakumari thuộc bang Tamil Nadu, Ấn Độ.

## Nhân khẩu
Theo điều tra dân số năm 2001 của Ấn Độ, Thiruvattaru có dân số 18.404 người. Phái nam chiếm 49% tổng số dân và phái nữ chiếm 51%. Thiruvattaru có tỷ lệ 77% biết đọc biết viết, cao hơn tỷ lệ trung bình toàn quốc là 59,5%: tỷ lệ cho phái nam là 78%, và tỷ lệ cho phái nữ là 75%. Tại Thiruvattaru, 10% dân số nhỏ hơn 6 tuổi.